# Гасьен, Жан-Филипп
Жан-Филипп Гасьен (фр. Jean-Philippe Gatien; 16 октября 1968, Алес) — бывший французский игрок в настольный теннис, левша. Вице-чемпион олимпийских игр 1992 г. и чемпион мира 1993 г. в одиночном разряде. Экс первая ракетка мира. Многократный чемпион Франции. Единственный французский игрок, который когда-либо становился чемпионом мира по настольному теннису в мужском одиночном разряде. Считается лучшим французским игроком в настольный теннис всех времён.

## Биография

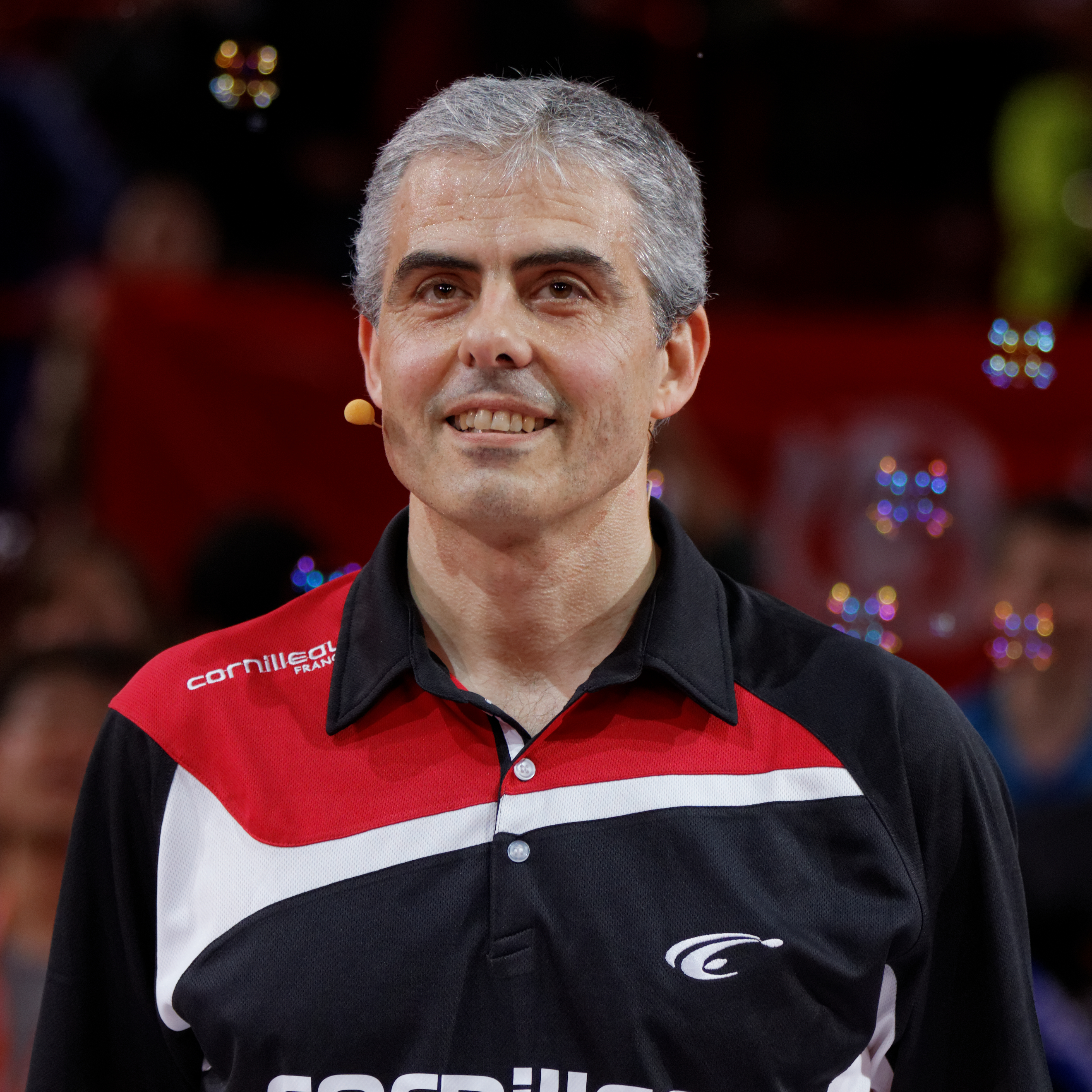
2013 год

Увлечение Жан-Филиппа настольным теннисом поддержал отец (Рене Гасьен), который сам играл в настольный теннис и был президентом французской лиги настольного тенниса. С 1981 г. Гасьен начинает посещать государственный институт спорта в Париже, который он завершил с аттестатом зрелости по экономике.
Выступая среди юношей Жан-Филипп стал в 1985 и 1986 гг. вице-чемпионом Европы в составе команды Франции. С 1988 по 2002 гг. многократно выигрывал чемпионат Франции: 13 раз в одиночном разряде, 8 раз в парном разряде и 2 раза в миксте.

## В профессионалах
С 1987 г. спортсмен начал выступать в соревнованиях профессионалов. В 1988 г. в составе своего клуба «Levallois UTT» он выиграл кубок Nancy-Evans. В 1991 г. Гасьен выходит в финал кубка мира в одиночном разряде, где он уступает шведу Йоргену Перссону. Гасьен представлял Францию на четырёх летних олимпиадах (1988—2000). На Олимпийских играх 1992 года Жан-Филипп пробился в финал одиночного разряда, где уступил знаменитому шведу Ян-Уве Вальднеру. В 1993 году Жан-Филипп становится чемпионом мира в одиночном разряде, обыграв в финале бельгийца Жан-Мишеля Сева. В 1994 году спортсмен выигрывает кубок мира в одиночном разряде, вновь обыграв в финале Жан-Мишеля Сева. В 1997 году спортсмен становится вице-чемпионом мира в составе сборной Франции. В 1994 и 1998 гг. Гасьен дважды становится чемпионом Европы в составе сборной Франции. На Олимпийских играх 2000 года в паре с Патриком Шила Гасьен выиграл бронзовую медаль. 15 мая 2004 года из-за различных травм игрок завершил свою профессиональную карьеру.